# Viltragenkees
Viltragenkees är en glaciär i Österrike. Den ligger i förbundslandet Tyrolen, i den centrala delen av landet. Viltragenkees ligger 3 000 till 2 200 meter över havet.
Glaciären ligger nordost om berget Kleinvenediger (3 467 meter över havet).
Trakten runt Viltragenkees består i huvudsak av alpin tundra och isformationer.